# Jeanne M. Dams
Jeanne M. Dams, née en 1941 à South Bend, dans l'Indiana, aux États-Unis, est une femme de lettres américaine, auteure de roman policier.

## Biographie
Elle fait des études à l'université Purdue et à l'université Notre-Dame-du-Lac.
En 1995, elle publie son premier roman, The Body in the Transept, qui remporte le prix Agatha du premier roman et où apparaît le personnage de la détective amateur Dorothy Martin, une maîtresse d'école américain qui, à sa retraite, est allée vivre en Angleterre. La série des enquêtes de ce personnage haut en couleur compte une quinzaine de titres.
En 1999, Jeanne M. Dams amorce en parallèle une seconde série qui met en vedette Hilda Johansson, une jeune immigrante suédoise qui, à la fin du XIXe siècle, tout en travaillant comme bonne pour la riche famille Studebaker de South Bend, une petite ville de l'État de l'Indiana, élucide des affaires criminelles. Cette série d'une demi-douzaine de romans policiers historiques n'a pas rencontré le même succès critique et public que la première série de l'auteur. 

## Œuvre

### Romans

#### SérieDorothy Martin
- The Body in the Transept (1995)
- Trouble in the Town Hall (1996)
- Holy Terror in the Hebrides (1997)
- Malice in Miniature (1998)
- The Victim in Victoria Station (1999)
- Killing Cassidy (2000)
- To Perish in Penzance (2001)
- Sins Out of School (2003)
- Winter of Discontent (2004)
- A Dark and Stormy Night (2010)
- The Evil That Men Do (2011)
- The Corpse of St James's (2012)
- Murder at The Castle (2013)
- Shadows of Death (2013)
- Day of Vengeance (2014)
- The Gentle Art of Murder (2015)
- Blood Will Tell (2015)
- Smile and Be a Villain (2016)
- The Missing Masterpiece (2017)
- Crisis at the Cathedral (2018)
- A Dagger Before Me (2019)
- Death in the Garden City (2020)
- Death Comes to Durham (2020)
- The Bath Conspiracy (2021)

#### SérieHilda Johansson
- Death in Lacquer Red (1999)
- Red, White, and Blue Murder (2000)
- Green Grow the Victims (2001)
- Silence Is Golden (2002)
- Crimson Snow (2005)
- Indigo Christmas (2008)
- Murder in Burnt Orange (2011)

#### SérieElizabeth Fairchild
- Murder in the Park (2021)
- Music and Murder (2023)

#### Autres romans
- Foolproof (2009), coécrit avec Barbara D'Amato et Mark Richard Zubro

## Prix et distinctions

### Prix
- Prix Agatha 1995 du meilleur premier roman pour The Body in the Transept[1]